# Zuidoost-Aziatisch kampioenschap voetbal 2024
Het Zuidoost-Aziatisch kampioenschap voetbal 2024 (vanwege de sponsor ook ASEAN Mitsubishi Electric Cup 2024 genoemd) is de 15e editie van het ASEAN voetbalkampioenschap, voor de nationale voetbalploegen van landen aangesloten bij de ASEAN. Het toernooi wordt gespeeld tussen 8 december 2024 en 5 januari 2025.
Bij dit toernooi wordt hetzelfde format gebruikt als de twee vorige edities (2018 en 2022). De negen hoogste landen in de ranking kwalificeren zich automatisch en de twee laagste landen moeten zich vooraf kwalificeren. In het hoofdtoernooi worden twee groepen van vijf landen gemaakt die allemaal twee keer uit en twee keer thuis spelen. In de knock-outfase spelen de landen twee keer tegen elkaar, in een uit- en thuiswedstrijd. Dit gebeurt zowel in de halve finale als in de finale.

## Deelnemende landen
| Land       | Deelname | Beste resultaat                                    |
| ---------- | -------- | -------------------------------------------------- |
| Cambodja   | 10e      | Groepsfase                                         |
| Indonesië  | 15e      | Tweede                                             |
| Laos       | 14e      | Groepsfase                                         |
| Maleisië   | 15e      | Winnaar (2010)                                     |
| Myanmar    | 15e      | Vierde                                             |
| Filipijnen | 14e      | Halve finale                                       |
| Singapore  | 15e      | Winnaar (1998, 2004, 2007, 2012)                   |
| Thailand   | 15e      | Winnaar (1996, 2000, 2002, 2014, 2016, 2020, 2022) |
| Vietnam    | 15e      | Winnaar (2008, 2018)                               |
| Oost-Timor | 04e      | Groepsfase                                         |

## Kwalificatie
De kwalificatiewedstrijden vonden plaats op 8 en 15 oktober 2024. Oost-Timor versloeg in twee wedstrijden Brunei.

### Play-off
|                                                 |        |                  |            | |
| 8 oktober 2024 «onderlinge duels» 20:30 (UTC+8) | Brunei | 0 – 1            | Oost-Timor | Sultan Hassal Bolkiahstadion, Bandar Seri Begawan Toeschouwers: 3115 Scheidsrechter: Thoriq Alkatiri (IDN) |
| 8 oktober 2024 «onderlinge duels» 20:30 (UTC+8) |        | 47' Gali Freitas |            | Sultan Hassal Bolkiahstadion, Bandar Seri Begawan Toeschouwers: 3115 Scheidsrechter: Thoriq Alkatiri (IDN) |

|                                                  |            |       |        |                                                                 |
| 15 oktober 2024 «onderlinge duels» 19:30 (UTC+7) | Oost-Timor | 0 – 0 | Brunei | Chonburistadion, Chonburi Scheidsrechter: Torpong Somsing (THA) |
| 15 oktober 2024 «onderlinge duels» 19:30 (UTC+7) |            |       |        | Chonburistadion, Chonburi Scheidsrechter: Torpong Somsing (THA) |

## Loting
De loting voor de groepsfase werd gehouden op 21 mei 2024 in Hanoi, Vietnam om 14:00 (UTC+7). Bij de potindeling werd rekening gehouden met de resultaten van de twee voorgaande edities. Op het moment van de loting was nog niet bekend welk land de play-off zou winnen.
| Pot 1            | Pot 2              | Pot 3                | Pot 4            | Pot 5           |
| ---------------- | ------------------ | -------------------- | ---------------- | --------------- |
| Thailand Vietnam | Indonesië Maleisië | Singapore Filipijnen | Cambodja Myanmar | Laos Oost-Timor |

## Groepsfase

### Groep A
| Pos | Team       | Wed | W | G | V | Ptn | DV | DT | +/− | Kwalificatie       |
| --- | ---------- | --- | - | - | - | --- | -- | -- | --- | ------------------ |
| 1   | Thailand   | 4   | 4 | 0 | 0 | 12  | 18 | 4  | +14 | Naar knock-outfase |
| 2   | Singapore  | 4   | 2 | 1 | 1 | 7   | 7  | 5  | +2  | Naar knock-outfase |
| 3   | Maleisië   | 4   | 1 | 2 | 1 | 5   | 5  | 5  | 0   |                    |
| 4   | Cambodja   | 4   | 1 | 1 | 2 | 4   | 7  | 8  | −1  |                    |
| 5   | Oost-Timor | 4   | 0 | 0 | 4 | 0   | 3  | 18 | −15 |                    |

|                                                  |                      |         |                        |                                                                                       |
| 8 december 2024 «onderlinge duels» 18:30 (UTC+7) | Cambodja             | 2 – 2   | Maleisië               | Olympisch Stadion, Phnom Penh Toeschouwers: 24.886 Scheidsrechter: Kim Woo-sung (KOR) |
| 8 december 2024 «onderlinge duels» 18:30 (UTC+7) | Coulibaly 52' Ty 60' | Verslag | 35' Wilkin 74' Tierney | Olympisch Stadion, Phnom Penh Toeschouwers: 24.886 Scheidsrechter: Kim Woo-sung (KOR) |

|                                                  |            |         | |                                                                                         |
| 8 december 2024 «onderlinge duels» 20:00 (UTC+7) | Oost-Timor | 0 – 10  | Thailand                                                                                           | Hàng Đẫystadion, Hanoi (Vietnam) Toeschouwers: 1.239 Scheidsrechter: Kim Dae-yong (KOR) |
| 8 december 2024 «onderlinge duels» 20:00 (UTC+7) |            | Verslag | 4', 32' Davis 17' Gustavsson 28', 54' Suphanat 56', 61' Seksan 79', 90+2' Teerasak 90+3' Mickelson | Hàng Đẫystadion, Hanoi (Vietnam) Toeschouwers: 1.239 Scheidsrechter: Kim Dae-yong (KOR) |

|                                                   |                           |         |                               | |
| 11 december 2024 «onderlinge duels» 20:45 (UTC+8) | Maleisië                  | 3 – 2   | Oost-Timor                    | Bukit Jalil Nationaal Stadion, Kuala Lumpur Toeschouwers: 7.420 Scheidsrechter: Omar Al-Yaqoubi (OMA) |
| 11 december 2024 «onderlinge duels» 20:45 (UTC+8) | Syafiq 37' Josué 70', 83' | Verslag | 45+1' Xavier 45+3' João Pedro | Bukit Jalil Nationaal Stadion, Kuala Lumpur Toeschouwers: 7.420 Scheidsrechter: Omar Al-Yaqoubi (OMA) |

|                                                   |                     |         |              |                                                                                           |
| 11 december 2024 «onderlinge duels» 20:00 (UTC+8) | Singapore           | 2 – 1   | Cambodja     | Nationaal Stadion, Kallang Toeschouwers: 12.391 Scheidsrechter: Ahmed Faisal Al-Ali (JOR) |
| 11 december 2024 «onderlinge duels» 20:00 (UTC+8) | Faris 9' Shawal 16' | Verslag | 59' Chanthea | Nationaal Stadion, Kallang Toeschouwers: 12.391 Scheidsrechter: Ahmed Faisal Al-Ali (JOR) |

|                                                   |            |         |                                     |                                                                                         |
| 14 december 2024 «onderlinge duels» 17:30 (UTC+7) | Oost-Timor | 0 – 3   | Singapore                           | Hàng Đẫystadion, Hanoi (Vietnam) Toeschouwers: 1.000 Scheidsrechter: Ko Hyung-jin (KOR) |
| 14 december 2024 «onderlinge duels» 17:30 (UTC+7) |            | Verslag | 76' (pen.) Nakamura 83', 90' Shawal | Hàng Đẫystadion, Hanoi (Vietnam) Toeschouwers: 1.000 Scheidsrechter: Ko Hyung-jin (KOR) |

|                                                   |                |         |          |                                                                                         |
| 14 december 2024 «onderlinge duels» 18:30 (UTC+7) | Thailand       | 1 – 0   | Maleisië | Rajamangalastadion, Bangkok Toeschouwers: 25.619 Scheidsrechter: Rustam Lutfullin (UZB) |
| 14 december 2024 «onderlinge duels» 18:30 (UTC+7) | Gustavsson 57' | Verslag |          | Rajamangalastadion, Bangkok Toeschouwers: 25.619 Scheidsrechter: Rustam Lutfullin (UZB) |

|                                                   |                      |         |                                                              |                                                                                         |
| 17 december 2024 «onderlinge duels» 20:30 (UTC+8) | Singapore            | 2 – 4   | Thailand                                                     | Nationaal Stadion, Kallang Toeschouwers: 22.611 Scheidsrechter: Ismaeel Habib Ali (BHR) |
| 17 december 2024 «onderlinge duels» 20:30 (UTC+8) | Shawal 10' Faris 34' | Verslag | 45+3' Gustavsson 52' Suphanat 90+3' Peeradon 90+15' Teerasak | Nationaal Stadion, Kallang Toeschouwers: 22.611 Scheidsrechter: Ismaeel Habib Ali (BHR) |

|                                                   |                       |         |                |                                                                                             |
| 17 december 2024 «onderlinge duels» 18:30 (UTC+7) | Cambodja              | 2 – 1   | Oost-Timor     | Olympisch Stadion, Phnom Penh Toeschouwers: 17.109 Scheidsrechter: Firdavs Norsafarov (UZB) |
| 17 december 2024 «onderlinge duels» 18:30 (UTC+7) | Rotana 42' Soknet 79' | Verslag | 22' João Pedro | Olympisch Stadion, Phnom Penh Toeschouwers: 17.109 Scheidsrechter: Firdavs Norsafarov (UZB) |

|                                                   |                                   |         |                           |                                                                                     |
| 20 december 2024 «onderlinge duels» 19:00 (UTC+7) | Thailand                          | 3 – 2   | Cambodja                  | Rajamangalastadion, Bangkok Toeschouwers: 15.261 Scheidsrechter: Tam Ping Wun (HKG) |
| 20 december 2024 «onderlinge duels» 19:00 (UTC+7) | Akarapong 33', 78' Chalermsak 84' | Verslag | 32' Nieto 90+6' Coulibaly | Rajamangalastadion, Bangkok Toeschouwers: 15.261 Scheidsrechter: Tam Ping Wun (HKG) |

|                                                   |          |       |           | |
| 20 december 2024 «onderlinge duels» 20:00 (UTC+8) | Maleisië | 0 – 0 | Singapore | Bukit Jalil Nationaal Stadion, Kuala Lumpur Toeschouwers: 31.127 Scheidsrechter: Hiroyuki Kimura (JPN) |
| 20 december 2024 «onderlinge duels» 20:00 (UTC+8) | Verslag  |       |           | Bukit Jalil Nationaal Stadion, Kuala Lumpur Toeschouwers: 31.127 Scheidsrechter: Hiroyuki Kimura (JPN) |

### Groep B
| Pos | Team       | Wed | W | G | V | Ptn | DV | DT | +/− | Kwalificatie       |
| --- | ---------- | --- | - | - | - | --- | -- | -- | --- | ------------------ |
| 1   | Vietnam    | 4   | 3 | 1 | 0 | 10  | 11 | 2  | +9  | Naar knock-outfase |
| 2   | Filipijnen | 4   | 1 | 3 | 0 | 6   | 4  | 3  | +1  | Naar knock-outfase |
| 3   | Indonesië  | 4   | 1 | 1 | 2 | 4   | 4  | 5  | −1  |                    |
| 4   | Myanmar    | 4   | 1 | 1 | 2 | 4   | 4  | 9  | −5  |                    |
| 5   | Laos       | 4   | 0 | 2 | 2 | 2   | 7  | 11 | −4  |                    |

|                                                     |         |         |                             |                                                                                |
| 9 december 2024 «onderlinge duels» 19:00 (UTC+6:30) | Myanmar | 0 – 1   | Indonesië                   | Thuwunnastadion, Yangon Toeschouwers: 1.500 Scheidsrechter: Wong Wai Lun (KHG) |
| 9 december 2024 «onderlinge duels» 19:00 (UTC+6:30) |         | Verslag | 76' (e.d.) Zin Nyi Nyi Aung | Thuwunnastadion, Yangon Toeschouwers: 1.500 Scheidsrechter: Wong Wai Lun (KHG) |

|                                                  |                          |         |                                                                                |                                                                                                 |
| 9 december 2024 «onderlinge duels» 20:00 (UTC+7) | Laos                     | 1 – 4   | Vietnam                                                                        | Nieuw Nationaal Stadion Laos, Vientiane Toeschouwers: 10.685 Scheidsrechter: Ko Hyung-jin (KOR) |
| 9 december 2024 «onderlinge duels» 20:00 (UTC+7) | Bounphachan 90+5' (pen.) | Verslag | 58' Nguyễn Hai Long 63' Nguyễn Tiến Linh 69' Nguyễn Văn Toàn 82' Nguyễn Văn Vĩ | Nieuw Nationaal Stadion Laos, Vientiane Toeschouwers: 10.685 Scheidsrechter: Ko Hyung-jin (KOR) |

|                                                   |                       |         |                      |                                                                                        |
| 12 december 2024 «onderlinge duels» 18:30 (UTC+8) | Filipijnen            | 1 – 1   | Myanmar              | Rizal Memorial Stadium, Manilla Toeschouwers: 1.589 Scheidsrechter: Kim Dae-yong (KOR) |
| 12 december 2024 «onderlinge duels» 18:30 (UTC+8) | Kristensen 72' (pen.) | Verslag | 25' Maung Maung Lwin | Rizal Memorial Stadium, Manilla Toeschouwers: 1.589 Scheidsrechter: Kim Dae-yong (KOR) |

|                                                   |                            |         |                                             |                                                                                       |
| 12 december 2024 «onderlinge duels» 20:00 (UTC+7) | Indonesië                  | 3 – 3   | Laos                                        | Manahan-stadion, Surakarta Toeschouwers: 14.455 Scheidsrechter: Hiroki Kasahara (JPN) |
| 12 december 2024 «onderlinge duels» 20:00 (UTC+7) | Kadek 12' Ferarri 18', 72' | Verslag | 9' Phousomboun 13' Phathana 77' Phanthavong | Manahan-stadion, Surakarta Toeschouwers: 14.455 Scheidsrechter: Hiroki Kasahara (JPN) |

|                                                   |                      |         |            |                                                                                                |
| 15 december 2024 «onderlinge duels» 17:30 (UTC+7) | Laos                 | 1 – 1   | Filipijnen | Nieuw Nationaal Stadion Laos, Vientiane Toeschouwers: 6.389 Scheidsrechter: Ryo Tanimoto (JPN) |
| 15 december 2024 «onderlinge duels» 17:30 (UTC+7) | Baldisimo 34' (e.d.) | Verslag | 77' Reyes  | Nieuw Nationaal Stadion Laos, Vientiane Toeschouwers: 6.389 Scheidsrechter: Ryo Tanimoto (JPN) |

|                                                   |                      |         |           | |
| 15 december 2024 «onderlinge duels» 20:00 (UTC+7) | Vietnam              | 1 – 0   | Indonesië | Mỹ Đình Nationaal Stadion, Hanoi Toeschouwers: 16.669 Scheidsrechter: Abdullah Dhafer Al-Shehri (KSA) |
| 15 december 2024 «onderlinge duels» 20:00 (UTC+7) | Nguyễn Quang Hải 77' | Verslag |           | Mỹ Đình Nationaal Stadion, Hanoi Toeschouwers: 16.669 Scheidsrechter: Abdullah Dhafer Al-Shehri (KSA) |

|                                                      |                                            |         |                        |                                                                                   |
| 18 december 2024 «onderlinge duels» 17:00 (UTC+6:30) | Myanmar                                    | 3 – 2   | Laos                   | Thuwunnastadion, Yangon Toeschouwers: 8.150 Scheidsrechter: Hiroyuki Kimura (JPN) |
| 18 december 2024 «onderlinge duels» 17:00 (UTC+6:30) | Lwin Moe Aung 32' Win Naing Tun 87', 90+3' | Verslag | 77' Kydavone 81' Chony | Thuwunnastadion, Yangon Toeschouwers: 8.150 Scheidsrechter: Hiroyuki Kimura (JPN) |

|                                                   |            |         |                     |                                                                                                   |
| 18 december 2024 «onderlinge duels» 21:00 (UTC+8) | Filipijnen | 1 – 1   | Vietnam             | Rizal Memorial Stadium, Manilla Toeschouwers: 3.346 Scheidsrechter: Akobirxuja Shukurullaev (UZB) |
| 18 december 2024 «onderlinge duels» 21:00 (UTC+8) | Gayoso 68' | Verslag | 90+7' Doãn Ngọc Tân | Rizal Memorial Stadium, Manilla Toeschouwers: 3.346 Scheidsrechter: Akobirxuja Shukurullaev (UZB) |

|                                                   |                                                                                     |         |         |                                                                                    |
| 21 december 2024 «onderlinge duels» 20:00 (UTC+7) | Vietnam                                                                             | 5 – 0   | Myanmar | Việt Trìstadion, Việt Trì Toeschouwers: 16.869 Scheidsrechter: Koki Nagamine (JPN) |
| 21 december 2024 «onderlinge duels» 20:00 (UTC+7) | Bùi Vĩ Hào 48' Nguyễn Xuân Son 55', 90' Nguyễn Quang Hải 74' Nguyễn Tiến Linh 90+2' | Verslag |         | Việt Trìstadion, Việt Trì Toeschouwers: 16.869 Scheidsrechter: Koki Nagamine (JPN) |

|                                                   |           |         |                       |                                                                                     |
| 21 december 2024 «onderlinge duels» 20:00 (UTC+7) | Indonesië | 0 – 1   | Filipijnen            | Manahan-stadion, Surakarta Toeschouwers: 17.390 Scheidsrechter: Koji Takasaki (JPN) |
| 21 december 2024 «onderlinge duels» 20:00 (UTC+7) |           | Verslag | 63' (pen.) Kristensen | Manahan-stadion, Surakarta Toeschouwers: 17.390 Scheidsrechter: Koji Takasaki (JPN) |

## Knock-outfase
|  | Halve finales | Halve finales | Halve finales | Halve finales | Halve finales |   |            | Finale  | Finale | Finale | Finale | Finale |
|  |               |               |               |               |               |   |            |         |        |        |        |        |
|  | A2            | Singapore     | 0             | 1             | 1             |   |            |         |        |        |        |        |
|  | B1            | Vietnam       | 2             | 3             | 5             |   |            |         |        |        |        |        |
|  | B1            | Vietnam       | 2             | 3             | 5             |   | H1         | Vietnam | 2      | 3      | 5      |        |
|  |               |               |               |               |               |   | H1         | Vietnam | 2      | 3      | 5      |        |
|  |               | H2            | Thailand      | 1             | 2             | 3 |            |         |        |        |        |        |
|  | B2            | H2            | Thailand      | 1             | 2             | 3 | Filipijnen | 2       | 1      | 3      |        |        |
|  | B2            |               |               |               |               |   | Filipijnen | 2       | 1      | 3      |        |        |
|  | A1            | Thailand      | 1             | 3             | 4             |   |            |         |        |        |        |        |

### Halve finale
|                                                       |           |                                                      |         |                                                                                      |
| 26 december 2024 «onderlinge duels» 21:00 uur (UTC+8) | Singapore | 0 – 2                                                | Vietnam | Jalan Besarstadion, Singapore Toeschouwers: 5.233 Scheidsrechter: Kim Woo-sung (KOR) |
| 26 december 2024 «onderlinge duels» 21:00 uur (UTC+8) |           | 90+11' (pen) Nguyễn Tiến Linh 90+14' Nguyễn Xuân Son |         | Jalan Besarstadion, Singapore Toeschouwers: 5.233 Scheidsrechter: Kim Woo-sung (KOR) |

|                                                       |                                                                            |                  |                              |                                                                                          |
| 29 december 2025 «onderlinge duels» 20:00 uur (UTC+7) | Vietnam Rafaelson 45+1' (pen.) Rafaelson 63' Nguyễn Tiến Linh 90+3' (pen.) | 3 – 1 (5–1 agg.) | Singapore 74' Kyoga Nakamura | Việt Trìstadion, Việt Trì Toeschouwers: 15.583 Scheidsrechter: Roestam Loetfoellin (UZB) |
| 29 december 2025 «onderlinge duels» 20:00 uur (UTC+7) |                                                                            |                  |                              | Việt Trìstadion, Việt Trì Toeschouwers: 15.583 Scheidsrechter: Roestam Loetfoellin (UZB) |

|                                                       |                         |       |              |                                                                                         |
| 27 december 2024 «onderlinge duels» 21:00 uur (UTC+8) | Filipijnen              | 2 – 1 | Thailand     | Rizal Memorial Stadium, Manilla Toeschouwers: 10.087 Scheidsrechter: Kim Dae-yong (KOR) |
| 27 december 2024 «onderlinge duels» 21:00 uur (UTC+8) | Reyes 21' Linares 90+5' |       | 45' Suphanan | Rizal Memorial Stadium, Manilla Toeschouwers: 10.087 Scheidsrechter: Kim Dae-yong (KOR) |

|                                                       |                                                    |                         |                           |                                                                                        |
| 30 december 2024 «onderlinge duels» 20:00 uur (UTC+7) | Thailand Peeradol 37' Gustavsson 54' Suphanat 116' | 3 – 1 (n.v.) (4–3 agg.) | Filipijnen 84' Kristensen | Rajamangalastadion, Bangkok Toeschouwers: 31.876 Scheidsrechter: Hiroyuki Kimura (JPN) |
| 30 december 2024 «onderlinge duels» 20:00 uur (UTC+7) |                                                    |                         |                           | Rajamangalastadion, Bangkok Toeschouwers: 31.876 Scheidsrechter: Hiroyuki Kimura (JPN) |

### Finale
|                                                     |                             |       |                       |                                                                                    |
| 2 januari 2025 «onderlinge duels» 20:00 uur (UTC+7) | Vietnam                     | 2 – 1 | Thailand              | Việt Trìstadion, Việt Trì Toeschouwers: 15.604 Scheidsrechter: Salman Falahi (QAT) |
| 2 januari 2025 «onderlinge duels» 20:00 uur (UTC+7) | Rafaelson 59' Rafaelson 73' |       | 83' Chalermsak Aukkee | Việt Trìstadion, Việt Trì Toeschouwers: 15.604 Scheidsrechter: Salman Falahi (QAT) |

|                                                     |                                              |                  |                                                                            |                                                                                     |
| 5 januari 2025 «onderlinge duels» 20:00 uur (UTC+7) | Thailand Ben Davis 28' Supachok Sarachat 64' | 2 – 3 (5–3 agg.) | Vietnam 8' Phạm Tuấn Hải 82' (e.d.) Pansa Hemviboon 90+20' Nguyễn Hai Long | Rajamangalastadion, Bangkok Toeschouwers: 46.982 Scheidsrechter: Ko Hyung-jin (KOR) |
| 5 januari 2025 «onderlinge duels» 20:00 uur (UTC+7) |                                              |                  |                                                                            | Rajamangalastadion, Bangkok Toeschouwers: 46.982 Scheidsrechter: Ko Hyung-jin (KOR) |